# Џемат
Џемат (арап. جماعة, тур. cemaât — друштво, заједница) је темељна, основна и најмања организациона јединица припадника исламске вјероисповијести. Кроз џемат муслимани остварују основна вјерска права, обавезе и проводе различите активности. Џемат у правилу сачињава скупина од најмање 100 муслиманских домаћинстава, која живе на једном подручју и која су међусобно повезана у извршавању заједничких исламских дужности. Приликом обављања исламске молитве (намаз), ту џемат чине најмање двије особе.